# 평화민주당 (튀르키예)
평화민주당(튀르키예어: Barış ve Demokrasi Partisi, 쿠르드어: Partiya Aştî û Demokrasiyê)은 터키의 세속주의, 반이슬람주의, 자유사회주의정당이다. 2008년 창당되어 2014년에 해산되었다.